# Грчка на Европском првенству у атлетици у дворани 2015.
Грчка је учествовала на 33. Европском првенству у дворани 2015 одржаном у Прагу, Чешка, од 5. до 8. марта. Ово је тридесет друго Европско првенство у атлетици у дворани од његовог оснивања 1970. године на којем је Грчка учествовала. Није учествовала само 1979. Репрезентацију Грчке представљало је 11 спортиста (6 мушкараца и 5 жене) који су се такмичили у 9 дисциплина (5 мушких и 4 женске).
На овом првенству Грчка је била 18. по броју освојених медаља са 2 сребрне медаље. У табели успешности према броју и пласману такмичара који су учествовали у финалним такмичењима (првих 8 такмичара) Грчка је шесторо такмичара зауела 12 место са 30 бодова, од 33 земље које су имале представнике у финалу. Укупно је учествовало 49 земаља.
| Пл. | Земља | 1. место | 2. место | 3. место | 4. место | 5. место | 6. место | 7. место | 8. место | Бр. фин. Бод. |
| --- | ----- | -------- | -------- | -------- | -------- | -------- | -------- | -------- | -------- | ------------- |
| 12. | Грчка | –        | 2 - 14   | –        | 1 - 5    | 2 - 8    | 1 - 3    | –        | –        | 6 - 30        |

## Учесници
| Мушкарци: - Ефтимиос Стериулис — 60 м - Костадиновис Дувалидис — 60 м препоне - Адониос Масторас — Скок увис - Костадинос Баниотис — Скок увис - Костадинос Филипидис — Скок мотком - Луис Цатумас — Скок удаљ | Жене: - Јеорјија Коклони — 60 м - Елени Филандра — 800 м - Елисавет Песириду — 60 м препоне - Николета Киријакопулу — Скок мотком - Катерина Стефаниди — Скок мотком |  |

## Освајачи медаља (2)

### Сребро (2)
- Адонис Масторас — Скок увис
- Николета Киријакопулу — Скок мотком

## Резултати

### Мушкарци
| Атлетичар              | Дисциплина   | Лични рекорд | Квалификације   | Квалификације   | Полуфинале           | Полуфинале      | Финале          | Финале          | Детаљи |
| Атлетичар              | Дисциплина   | Лични рекорд | Резултат        | Место           | Резултат             | Место           | Резултат        | Место           | Детаљи |
| ---------------------- | ------------ | ------------ | --------------- | --------------- | -------------------- | --------------- | --------------- | --------------- | ------ |
| Ефтимиос Стериулис     | 60 м         | 6,65         | Диск члан 162.7 | Диск члан 162.7 | Диск члан 162.7      | Диск члан 162.7 | Диск члан 162.7 | Диск члан 162.7 |        |
| Костадиновис Дувалидис | 60 м препоне | 7,60 НР      | 7,67            | 3. у гр. 2 КВ,  | 7,62 ЛРС             | 4. у пф. 1 КВ,  | 7,64            | 6 / 27 (28)     |        |
| Адониос Масторас       | Скок увис    | 2,30         | 2,28            | 2 кв            |                      |                 | 2,31 ЛР         |                 |        |
| Костадинос Баниотис    | Скок увис    | 2,32         | 2,24            | 12              | Није се квалификовао | 12 / 25 (26)    |                 |                 |        |
| Костадинос Филипидис   | Скок мотком  | 5,83 НР      | 5,70            | 2 кв            | 5,75 ЛРС             | 5 / 20 (23)     |                 |                 |        |
| Луис Цатумас           | Скок удаљ    | 8,23 НР      | 7,90            | 4. кв           | 7,98                 | 5 / 23 (24)     |                 |                 |        |

### Жене
| Атлетичарка           | Дисциплина   | Лични рекорд | Квалификације   | Квалификације   | Полуфинале            | Полуфинале            | Финале                | Финале          | Детаљи |
| Атлетичарка           | Дисциплина   | Лични рекорд | Резултат        | Место           | Резултат              | Место                 | Резултат              | Место           | Детаљи |
| --------------------- | ------------ | ------------ | --------------- | --------------- | --------------------- | --------------------- | --------------------- | --------------- | ------ |
| Јеорјија Коклони      | 60 м         | 7,14         | Диск члан 162.7 | Диск члан 162.7 | Диск члан 162.7       | Диск члан 162.7       | Диск члан 162.7       | Диск члан 162.7 |        |
| Елени Филандра        | 800 м        | 2:02,08 НР   | 2:05,52         | 4. у гр. 4      | Није се квалификовала | Није се квалификовала | Није се квалификовала | 16 / 20         |        |
| Елисавет Песириду     | 60 м препоне | 8,29         | 8,36            | 6. у гр. 2      | Није се квалификовала | Није се квалификовала | Није се квалификовала | 24 / 25 (26)    |        |
| Николета Киријакопулу | скок мотком  | 4,80 НР      | 4,60            | 3 'КВ           |                       |                       | 4,50                  | 5 / 20          |        |
| Катерина Стефаниди    | скок мотком  | 4,77         | 4,60            | 1.              | 4,75                  |                       |                       |                 |        |